# ژونزاک
ژونزاک (به فرانسوی: Jonzac) یک کمون در فرانسه است که در Canton of Jonzac واقع شده‌است.

## خصوصیات
ژونزاک ۱۳٫۰۹ کیلومترمربع مساحت و ۳٬۵۵۲ نفر جمعیت دارد و ۴۰ متر بالاتر از سطح دریا واقع شده‌است.

## خواهرخوانده
شهر Grindavík خواهرخواندهٔ ژونزاک هست.